# Кошту, Алберту Мадруга да
 Алберту Мадруга да Кошту (порт. Alberto Madruga da Costa; Пустой шаблон {{ВД-Преамбула}} ) — португальский государственный и политический деятель. Председатель Законодательного собрания Асориша с 1978 по 1979 год и снова в 1991—1995 годах, включая непродолжительный период пребывания на должности президента регионального правительства Асориша с 1995 по 1996 год.

## Ранний период жизни
Родился во фрегезии Матриш, муниципалитет Орта, в 1940 году, сын Романо Нунеша да Кошту и Эмы Клотильде Мадруга да Силва Кошту.
Учился в Национальном лицее Орта с 1950 по 1955 год, затем с 1955 по 1957 год в Национальном лицее Понта-Делгада. Позже посещал занятия по немецкому языку на факультете литературы в Лиссабонском университете и Коимбрском университете. Затем работал в Европе и в Анголе (между 1965 и 1969 годами).

## Карьера
Начал карьеру в Banco Português do Atlântico, где он стал управляющим филиала в Орте, прежде чем занять аналогичную должность в Banco Comercial Português. Затем преподавал немецкий язык в Национальном лицее Орты.
Работал в качестве советника Административного совета города Орта с 1974 по 1975 год, был председателем с 1975 по 1976 год в муниципалитете округа Орта, после Революции гвоздик.
Член Социал-демократической партии (СДП), был первым депутатом региональной ассамблеи Азорских островов по избирательному округу Фаял с 1976 по 1980 год во время президентского срока Жуана Бошку Моты Амарала. Являлся вице-председателем (июль 1976 — ноябрь 1978 года), затем председателем (ноябрь 1978 — сентябрь 1979 года) Законодательного собрания во время правительств СДП, в течение двух сроков: с 1978 по 1979 год и позднее, с 1991 по 1995 год. Помимо должности регионального секретаря по транспорту и туризму (до октября 1984 года) в правительстве СДП, с октября 1985 года по сентябрь 1991 года в разное время был лидером своей партии, прежде чем был переизбран председателем Законодательного собрания 13 сентября 1991 года (переизбран 2 ноября 1992 года) до октября 1995 года.

### Президент Азорских островов
Был назначен председателем регионального правительства Асориша с 20 октября 1995 года по 9 ноября 1996 года после отставки Жуана Бошку Моты Амарала. Его пребывание на посту было отмечено администрацией, которая была малозаметной, с небольшим вмешательством общественности. Затем был назначен в Государственный совет Португалии, Высший совет национальной обороны, Высший совет внутренней безопасности и Высший совет информации.

## Дальнейшая жизнь
В июне 1995 года был награждён Большим крестом ордена «За заслуги», а позднее, в январе 2010 года, был награжден Большим крестом ордена Инфанта Энрике. Единогласным решением Законодательного собрания Асориша на пленарном заседании 11 мая 2006 года был награждён Знаком отличия автономии «За доблесть» за его вклад в автономию Азорских островов.
Был назначен на должность администратора в региональном производителе электроэнергии EDA — Empresa de Electricidade dos Açores, а также занимал должность директора в Correio da Horta с марта 2004 года по конец декабря 2005 года.